# アレン・ハインズ
アレン・ハインズ（英：Allen Hinds）はロサンゼルスを活動拠点に置くジャズ/フュージョンギタリスト、スタジオミュージシャン、ツアーミュージシャン。

## 概要
1986年にバークリー音楽大学に在籍時にアメリカのギター雑誌の『Guitar Player Magazine』のコンテストでラリー・カールトン賞を受賞し、奨学金を貰いミュージシャンズ・インスティチュートへ入学しロサンゼルスで音楽活動をスタートさせた。
現在、ジャズ・フュージョンのソロ活動をメインにナタリー・コールやボビー・コールドウェル、ロバータ・フラックなどのライブサポートを行っている。また現在、ミュージシャンズ・インスティチュートの講師やシェファード大学やCornel School of Contemporary Musicなどでも客員教授としても教鞭をとっている。教え子には萩原健也がいる。

## ディスコグラフィ
ソロ名義
- Fact Of The Matter (2005)
- Beyond It All (2006)
- Falling Up (2008)
- Monkeys and Slides (2011)
- Fly South (2016)

## ライブ/レコーディングサポート
- ナタリー・コール (1988-)
- ボビー・コールドウェル (1988-)
- ロバータ・フラック (1988-)
- ランディ・クロフォード
- ジノ・ヴァネリ
- パティ・オースティン
- ビービー&シーシー・ワイナンズ
- ザ・クルセイダーズ
- ジェームス・イングラム
- マリリン・スコット
- エリック・マリエンサル
- ボニー・ジェイムス
- マーク・アントワン

## 楽曲提供
- パティ・オースティン[2]
- ラリー・カールトン
- ジェフ・カシワ

## メディア

### テレビ出演
- Pawn Stars
- Build It Bigger
- Duck Dynasty

### 雑誌
- Guitar Techniques Magazine 2014年1月号 - Allen Hinds slide masterclass